# 贾布拉伊尔·哈桑诺夫
贾布拉伊尔·哈桑诺夫（1990年2月24日—）生于阿斯塔拉區苏帕里巴格，是一名阿塞拜疆男子自由式摔跤运动员。哈桑诺夫九岁时开始练习摔跤，2000年开始参加比赛。他在运动生涯期间曾参加过2012年伦敦奥运和2016年里约奥运，其中在2016年里约奥运收获一枚铜牌。另外他也在2015年欧洲运动会收获一枚铜牌。2021年1月，他结束了运动生涯，并成为阿塞拜疆国家青年队的主教练。